# Спомен-костурница у Вараждину
|  | Овај чланак је део чланка о Споменицима посвећеним Народноослободилачкој борби 1941—1945. |

Спомен-костурница палих бораца и жртава фашизма на централном гробљу у Вараждину саграђена је 1961. године. Дизајнер спомен-костурнице је академски сликар Павле Војковић.

## Позадина
Усташе су одмах по доласку на власт отпочеле с провођењем терора пре свега над вараждинским Јеврејима, Србима и Ромима. Јевреји и Срби су убрзо обесправљени, одузета им је имовина те су транспортовани у концентрационе логоре, тако да је Вараждин већ током половице јула 1941. био проглашен за први јуденфрај град у НДХ.
Након почетка инвазије нацистичке Немачке на СССР, дана 28. јуна 1941. године у близини Вараждина, уз присуство Карла Мразовића, члана Централног комитета КПЈ, био је одржан састанак Окружног комитета КПХ за Вараждин на коме је донета одлука да одмах отпочну диверзантске акције. У августу исте године била је формирана прва партизанска група. Марта 1942, на Калнику је, одлуком ОК КПХ за Вараждин, од бораца вараждинског и бјеловарског округа била формирана Калничка партизанска чета, која је узбро прерасла у Калнички партизански одред. Калнички одред је током целог рата вршио борбена дејства у непосредној близини Вараждина, као што су препади на жандармеријске станице, савладавање усташко-домобранских посада по околним местима, диверзије, уништења производних погона у служби окупатора и остало. Дана 8. маја 1945. године јединице Треће армије ЈА под водством генерала Косте Нађа ослободиле су Вараждин и околицу. 

## Опис
Крајем 1950-их, локалне групе ветерана и комунистичке партије почеле су да планирају изградњу спомен-костурнице у склопу обележавања двадесете годишњице од почетка Другог светског рата и антифашистичког отпора окупатору. Костурница је свечано отворена 1961. године.
Подручје спомен костурнице уређено је у стилу енглеског парка. Групе засађених стабала сада слободно расту на травнатим површинама. Посмртни остаци партизана и жртава фашизма овде су премештени са североисточног дела гробља 1961. године. 
Ту су сахраљени и неки од народних хероја Југославије из овог краја: 
- Стјепан Бубанић
- Марија Видовић Абесинка
- Флоријан Бобић
- Јосип Прша

Спомен костурница је споменик који се састоји од четири висока бетонска блока обложена белим каменом на којима су уклесана имена жртава и стихови песника Бранка Ћопића.
Спомен-костурница се налази мапирана на градском гробљу у Вараждину, које је туристичка атракција и део међународног туристичког пројекта „Европска рута гробља“.